# 藤子沟水库
藤子沟水库位于中国重庆市石柱县的龙河干流，距石柱县15公里处。水库坝型为双曲拱坝，坝高127米，水库以发电为主，兼有梯级调节、防洪和养殖等功能。坝址以上控制流域面积591平方公里，水库汛限水位775米，死水位723米，水位差52米。